# Parque natural San Carlos de Apoquindo
El parque natural San Carlos de Apoquindo está ubicado en la parte este de la comuna de Las Condes  y ofrece a sus visitantes senderos para mountain bike, senderismo hacia cumbres como Alto Las Vizcachas, Morro del Guayacán, Alto del Naranjo y Cerro Provincia.